# Wario: Master of Disguise
Wario: Master of Disguise (jap.: 怪盗ワリオ・ザ・セブン, Hepburn: Kaitō Wario za Sebun, etwa „Rätselhafter Dieb Wario: The Seven“ bekannt) ist ein 2D-Jump-’n’-Run-Videospiel, das von Suzak entwickelt und von Nintendo exklusiv für den Nintendo DS veröffentlicht wurde. Das Spiel wurde am 18. Januar 2007 in Japan, am 5. März 2007 in Nordamerika, am 17. Mai 2007 in Australien und am 1. Juni 2007 in Europa veröffentlicht. Das Spiel wurde am 9. Juni 2016 in Nordamerika im Nintendo eShop im Rahmen des Virtual-Console-Angebots für die Wii U neuveröffentlicht.

## Spielprinzip
Wario: Master of Disguise lässt den Spieler neue Bereiche der Karte betreten, nachdem er neue Gegenstände und Fähigkeiten freigeschaltet hat, ähnlich einem Metroidvania. Der Spieler steuert Wario entweder mit dem Steuerkreuz oder den Tasten A, B, X und Y. Andere Aktionen werden über den Touchscreen gesteuert. Um in den Levels voranzukommen, muss der Spieler verschiedene Verkleidungen von Wario nutzen. Wie in Wario Land 4 und im Gegensatz zu Wario Land II und Wario Land 3. verfügt Wario: Master of Disguise über eine Gesundheitsanzeige.

## Rezeption
Wario Land Master of Disguise wurde von der Fachpresse größtenteils mäßig bewertet. Das deutschsprachige Onlinemagazin 4Players bewertete das Spiel mit 65 von 100 möglichen Punkten und vergab die Marke „Befriedigend“. Auf der Bewertungswebsite Metacritic hält das Spiel – basierend auf 35 Bewertungen – einen Metascore von 60 von 100 möglichen Punkten.